# Ỷ
Ỷ (minuskule ỷ) je speciální písmeno latinky. Využívá se ve vietnamštině, kde značí hlásku i s klesajícím a stoupajícím středním tónem. Krom toho se také využívá v přepisu arabštiny CLDR (Common Locale Data Repository), kde značí arabské písmeno hamza (ئ ).

## Unicode
V Unicode mají písmena Ỷ a ỷ tyto kódy:
- Ỷ U+1EF6, případně U+0059 a U+0309
- ỷ U+1EF7, případně U+0079 a U+0309